# Mathias Lorentisch

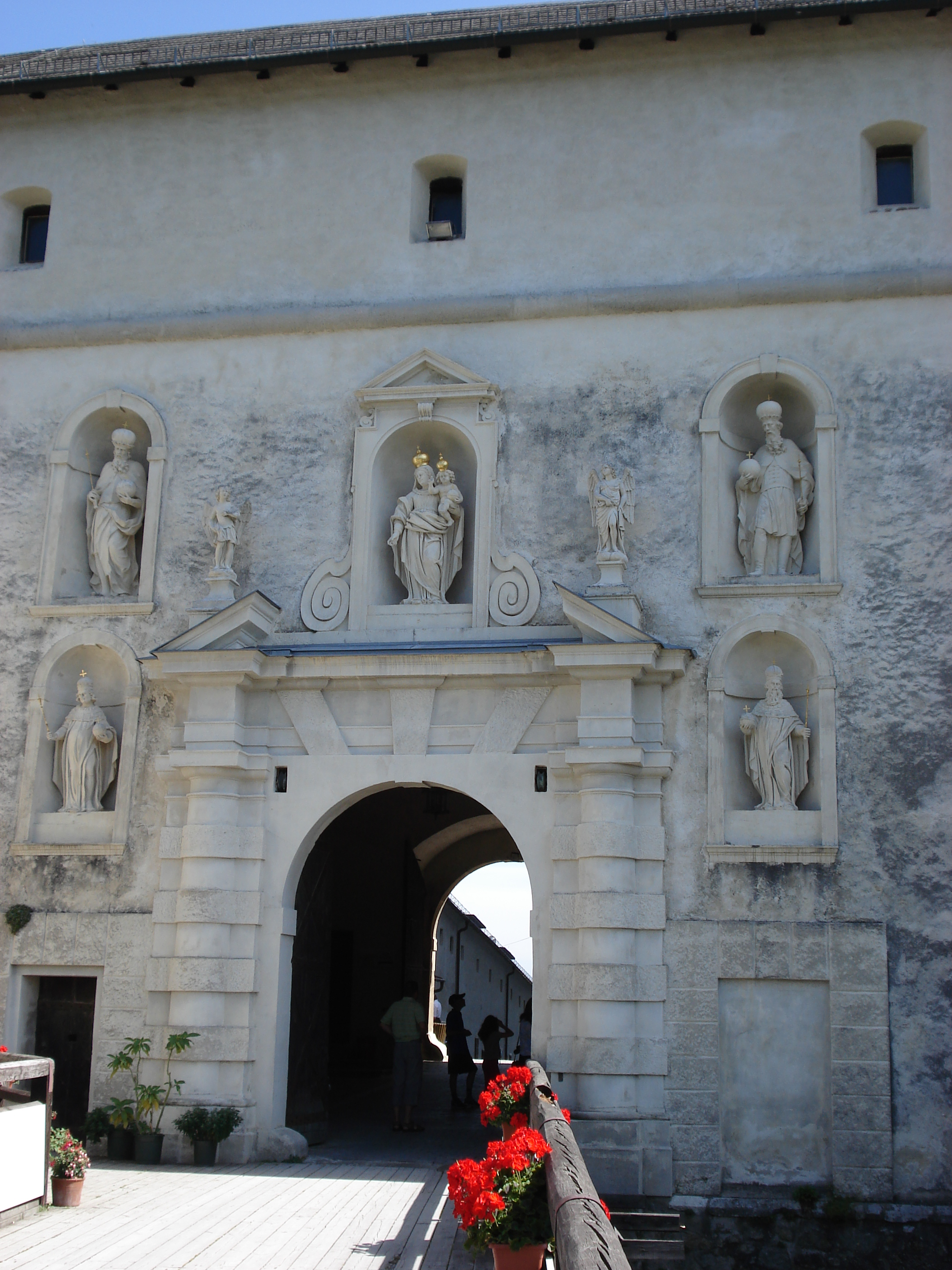
Burg Forchtenstein, Hauptportal

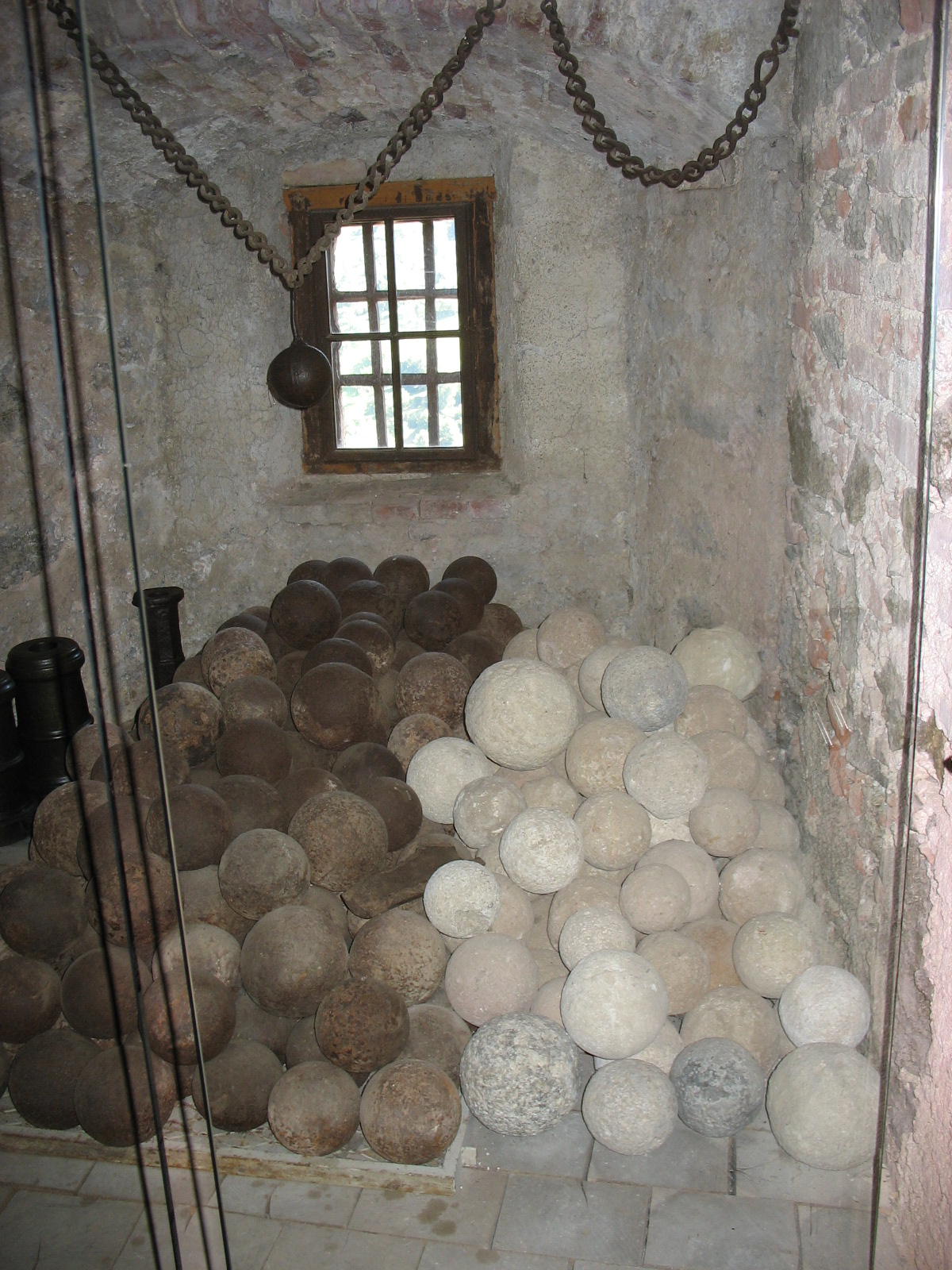
Burg Forchtenstein, Kanonenkugeln

Mathias Lorentisch (* 1580 in der Provinz Como, Lombardei, Italien; † 27. Januar 1654 in Kaisersteinbruch, Ungarn, jetzt Burgenland) war ein italienischer Steinmetzmeister und Bildhauer des Barock.
Lorentisch ist die eingedeutschte Form eines italienischen Namens, möglich ist Laurenti aus Carabbia.

## Leben
Meister Ulrich Payos nahm den Jungen Mathias Lorentisch 1594 als Steinmetz-Lehrling auf, die Freisprechung zum Gesellen erfolgte 1598 beim Wiener Neustädter Steinmetzhandwerk.

## Handwerksordnung 1625
Nach dem Tod von Steinmetzmeister Bernhard Tencalla 1627 wurde sein Besitz, Haus samt Steinbruch, geteilt. Eine Hälfte erhielt Witwe Maria, die Meister Mathias Lorentisch heiratete. Aus diesem Anlass stiftete sie für die neue Kirche einen grünen Damastrock, daraus ist ein Messgewand gemacht worden.

## Obervorsteher der Kaisersteinbrucher Viertellade
Die Funktion des Obervorstehers der Viertellade der Steinmetzen und Maurer im Kaiserlichen Steinbruch übte er 1644 aus, der Viertelmeister wurde jährlich neu gewählt. Als Richter amtierte Andre Ruffini.

## Haupthütten zu Wien und Wiener Neustadt
In die heftige Auseinandersetzung der beiden Haupthütten zu Wien und Wiener Neustadt wurde der kaiserliche Steinbruch hineingezogen. Daraus ist ein Briefverkehr entstanden. Meister Lorentisch in einem Schreiben nach Wiener Neustadt vom 21. Juni 1644: .. und sie wollten die Haupthütten nur zu Wien haben, dass ihnen alle anderen umliegenden Orte, sowohl auch das Neustädterische Handwerk sollte Gehorsam leisten..
Die Kaisersteinbrucher Meister bekamen wirklich ein Problem, ihre Gesellen wurden in Wien nicht anerkannt, durften nicht arbeiten und nicht zum Handwerk kommen. In dieser Angelegenheit wurde der Hof-Steinmetz Pietro Maino Maderno gebeten, seine hervorragenden Wiener Kontakte für sie einzusetzen.
Die Briefe vom Kaisersteinbrucher Handwerk sind sichtlich mit derselben Hand geschrieben, das lässt auf einen Zechschreiber schließen.

### Gerichtstag
Banntaiding am 29. Juli 1647, Abt Michael Schnabel stellte fest, dass seit 1642 kein Gerichtstag abgehalten wurde, ... „wegen Kriegsungelegenheiten, auch der leidigen Pest allhier in diesem Dorf“. Es wurden 2 Meister bestimmt, die das herrschaftliche Leithgebhaus mit notwendigen Weinen jedesmahl versehen sollten, Domenicus Petruzzy und Mathias Lorentisch.

### Liste aller römisch-katholischen Bewohner im Steinbruch
Das Stift Heiligenkreuz als Obrigkeit erhob 1653 mit einer Liste aller zur österlichen Beichte und hl. Communion Berechtigten einerseits die 125 Bewohner im Steinbruch, zugleich wurde eine Häuserliste erstellt. Mit Steinmetzmeister Mathias Lorentisch wohnten Ehefrau Maria, die Söhne Johann, Mathias, der Bub Martin Gschwandner.

## Tod 1654
Am 27. Jänner 1654 starb Mathias Lorentisch. Nach seinem Tod übergab die Mutter Maria ihrem Sohn Johann den ganzen Besitz.

## Werke
- 1630–1634 Burg Forchtenstein, Großauftrag für 3 Kaisersteinbrucher Meister, Ambrosius Petruzzy, Pietro Maino Maderno und Mathias Lorentisch. Kaiserstein für Hauptportale, Brunnen, Kanonenkugeln usw. Lieferungen der ausgearbeiteten Steine mit großen Steinwagen von 6 Ochsen gezogen
- 1647–1651 Kaisersteinbrucher Kirche, Pfeiler, rundes steinernes Fenster, Schneckenstaffel in den Turm, Steinquader.

## Archivalien
- Wiener Neustadt Stadtarchiv, Steinmetzakten, Schriftverkehr Kaisersteinbruch – Wien – Wiener Neustadt als Obervorsteher
- Stift Heiligenkreuz Archiv, Register, Zechrechnungen, Inventur des Mathias Lorentisch.